# 郭懷一事件
郭懷一事件為1652年於台灣（大員）發生的漢人農民武裝起事。當時明鄭與清軍交戰，中國沿海進出口貿易遭封鎖，農民因甘蔗業衰退而謀生困難，又不滿荷蘭東印度公司大員當局新徵的稅目，士兵在臨檢人頭稅時的各種惡行，公司也提不出辦法來改善農民的困境，農民不滿累積到了極點，因此引發了此次事件。
這場起事共有四千至五千名漢人參與，約為當時台灣漢人人口的四分之一，因事件規模較大，有人便稱其為爾後台灣史上台灣人頻頻向統治者反抗的一個先聲。雖然郭懷一部眾在人數上佔有優勢，但大部分都只以鐮刀為武器，不敵荷軍的火槍，加上台灣原住民協助荷軍，遂被荷軍成功鎮壓。整場事件歷經12天后結束，包括未起事的人，共有三千到四千名漢人被殺死或餓死。

## 起因

### 荷蘭士兵的惡行
大約1630年代後期，台灣殖民地的支出大幅上升，東印度公司巴達維亞當局遂數次催促台灣（大員）設法籌措財源。大員當局原本已有對各種交易徵收什一稅，甚至出售獵鹿和捕魚的執照，可是都無法滿足開支，當局遂決定增設新稅。1640年，大員當局開始向漢人徵收人頭稅，並會派士兵檢查是否已繳清。實行不久後，漢人就開始抱怨公司士兵巡查時的諸多惡行：包括故意沒收人頭稅單、奪走各種家當，甚至會在夜間進入住處臨檢。1651年，漢人頭家（cabessa）集體向大員當局陳情，設法阻止士兵濫權。大員當局一度討論是否廢除人頭稅，但考量人頭稅是重要財源，決定不廢除，只有夜間臨檢被禁止。

### 農民生活困苦
砂糖是當時台灣重要的出口貨物，公司因此給予種植甘蔗免稅的優惠，獎勵甘蔗業發展。隨著公司引入來台灣的漢人人數逐年增加，帶動甘蔗業快速成長，並於1650年達到高峰，此時蔗園面積高達2928甲。這時因甘蔗業蓬勃發展，農民工資都很高，農場主反而無法僱用足夠的人力來收割，不少甘蔗就任其於蔗園腐爛，農場主損失慘重。另一方面，當時明鄭與清軍交戰，沿海進出口貿易遭封鎖，砂糖對中國出口量減少。有鑒於此，農場主於次年起減少種植甘蔗，並降低農民工資。到了1652年，蔗園面積只剩1314.9甲，不少農民因此失業，生計大不如前。一位於1651年來台灣巡查的公司官員，便提到當時農民的困境：「臺灣可以看到漢人很貧窮，有些人因此放棄了他們已開墾的農地。貧窮的蔗農以每個月10-12%的利息向地主借貸，待作物收成後抵債；禮拜天不穿鞋子也要罰款，也得靠找木材來煮飯，必須勞動、工作，卻不能掙到一點錢，使得他們不想留在臺灣繼續開墾而返回家鄉。」

### 贌商負債累累
1644年，大員當局開始實施贌社，漢人如果想要和臺灣原住民村落交易，都必須參與公開招標，得標者就可以獨占標得村落的交易權。但是獨占帶來的暴利實在太誘人，光是把標到的權利再轉手賣出，就可淨賺不少錢。這促使贌社的標價年年升高，每年所有村落的平均出價，便從1645年的259西班牙里爾（real）竄升到1650年2862里爾。不過到了1650年，標價被炒作的過高，加上贌商的獲利受到鹿肉價格在中國下跌而衰退，商人無力付清競標餘款，因而面臨破產危機。荷蘭文獻中有起事的郭懷一曾重複不當標贌金額的記載。

## 經過

### 赤崁之戰
1652年9月7日（農曆8月5日星期六，中秋節前10天），福爾摩沙的漢人籌備盛大宴會，計畫邀請所有的荷蘭人參加。離赤崁約20公里的小村莊油村（約在今臺南市永康區）頭人郭懷一（荷蘭語：Fayet）計畫宴會後消滅荷蘭人，奪取城堡與全島。當天下午，有7位漢人頭家通知大員當局，郭懷一準備在當晚起事，荷蘭文獻記載，郭懷一的弟弟郭保宇（荷蘭語：Pauw），為熱蘭遮城附近村落的頭人，反對起事的計畫，勸阻郭懷一起事無效，於是親自前往熱蘭遮城向台灣長官尼可拉斯·維堡通風報信。維堡大驚，立刻派士兵駐守街角，同時不准漢人在外任意走動，並搜尋漢人的住處是否藏有武器，但一無所獲。維堡也派出一位「補差」（geweldige）和4位士兵前往赤崁了解情況，但是赤崁的荷蘭人都沒聽說過郭懷一要起事的消息。補差只得前往油村查看情勢，卻發現漢人已聚集在一起並準備出動，趕緊返回大員報告。到了午夜，大員居民聽說郭懷一部眾要進攻的消息，紛紛攜帶家眷想進入熱蘭遮城避難，卻被當局阻止。當局為了表示大員依舊安全，派出官員在市內過夜；可是人們仍無法安心，大員當局只得同意讓婦孺進城，男子需留在城市守備。
郭懷一得知事跡外洩，緊急召集一萬六千人攻入赤崁，並燒毀荷蘭人的住處，四名騎兵揮劍突圍衝出赤崁，在8日抵達熱蘭遮城報告形勢。其他荷蘭人逃往公司的馬廄避難（約在今赤崁樓北方），有8位來不及逃跑的荷蘭人被殺，頭顱被砍下來掛在竹竿上；郭軍也虐殺荷蘭人的僕人，一些黑人的鼻子、眼睛、耳朵甚至生殖器官都被割掉，一名黑人孕婦更慘遭活生生剖腹取出胎兒。大員當局獲報郭軍進攻赤崁後，遂派上尉夏佛萊（Hans Peter Schiffely）率領120位火槍兵渡過台江內海前往救援，於11點抵達赤崁岸邊。不過荷軍船隻因海邊太淺而無法靠岸，士兵只得下水作戰。郭軍看見前來增援的荷軍，只得放棄包圍馬廄，轉而阻止荷軍上岸。可是郭懷一卻為了要在何處迎戰，和副將六官（Loukequa）發生爭執，荷軍因此爭取到搶灘時間。等到荷軍全體上岸，郭軍不敵打算往營地撤退，不過郭軍早已喪失鬥志，到達營地後沒作抵抗反而繼續逃跑。荷軍追擊到港岡（Cancon，在今仁德區）時，避免兵力分散容易被個別擊破，決定返回赤崁過夜。

### 後紅(Au-âng)之戰
到了9日，大員當局召集新港社、蕭壟社、麻豆社、大目降社、目加溜灣社的西拉雅族戰士來搜索逃匿郭軍，另外派鳳山八社的馬卡道族1000人在岡山附近備戰。承諾原住民每殺死一人，就獎賞一匹花棉布，經過兩天搜捕，總共殺了500位藏身在農田的漢人。11日，當局接獲郭軍約4000~5000人再度於後紅（今高雄市岡山區後紅里）聚集，並將家眷及補給品都搬過去，準備長久對抗，當局便決定摧毀郭軍的據點。
12日，荷軍和西拉雅聯軍共600人進攻後紅，當地的入口被阿公店溪給切斷，郭軍就紮營在河灣旁的小山上，雖然佔盡地利，卻沒有將一條通往營地的道路切斷，荷軍得以順利找到營地。郭軍發現荷軍便衝下來進攻，西拉雅聯軍因畏懼郭軍氣勢而不敢迎擊。荷軍只得靠自己先迎戰，立刻將所有火槍兵以8人編成一排，每排輪番射擊4回。荷軍密集的射擊很快就擊潰郭軍攻勢，西拉雅聯軍再展開追擊，殺死郭軍約2000人。郭懷一在逃亡時被一位新港人用箭射死，當局將他的頭顱懸掛在熱蘭遮城前的木桿上。餘眾再往南逃，在麻里麻崙社附近（在今高屏溪右側）被調來備戰的原住民俘虜。荷軍將郭軍的據點焚毀，13日傍晚時返回赤崁。直到19日，殘餘起事首領全部被捉，整場事件才告結束。當局向漢人首領拷問起事原因，其中六官被處以火刑，其他人也被酷刑處死。

## 影響
整場事件嚴重打擊台灣農業的發展，許多儲存在農舍裡的蔗糖和稻穀都被銷毀；況且大量農夫被殺，農田欠缺人手收割。原本預估蔗糖產量可達11000~12000擔，僅收成8000擔。公司貸給漢商價值40000里爾的胡椒，因此只收到值20000里爾的蔗糖作為償款。大員當局雖然鼓勵原住民耕種，但成效不彰，最後決定仍由漢人耕種，並讓大員北方的原住民部落，可以免繳人頭稅來雇用漢人。後來漢人因戰亂而湧入台灣，農業才逐漸復甦。
有鑒於荷軍士兵的惡行釀成這場衝突，大員當局決定把人頭稅包給贌商去徵收，免去承擔士兵惡行的責任。當局也提升對漢人的戒心，嚴格禁止漢人持有武器。同時，大員當局認為士兵不方便到婦女住處巡查，漢人或許會將武器藏在婦女房間，因此不再鼓勵漢人婦女移民來台灣，取消了婦女免繳人頭稅的措施。
當時各村辦理司法案件的政務員未受過專業法學訓練，許多案件必須交由大員法庭處理，轉呈案件就耗費不少時間。大員當局決定在赤崁新設一位地方官，來管轄當地荷蘭人、漢人、原住民的司法案件。此外，地方官還需召集兩位漢人頭家及兩位司法評議會的議員，每個星期開會兩次，以便減少漢人和荷蘭人之間的衝突。
大員當局考量赤崁缺乏堅固的據點，以致於遭受攻擊時，人們只得逃入馬廄避難。決定在赤崁新蓋一座堡壘來加強防衛，並取名為普羅民遮城（意為省城，今台南市中西區的赤崁樓）。
事後，從漢人俘虜口中得知郭懷一曾暗示部下鄭成功即將派遣一支艦隊前來攻取臺灣，荷蘭官員對此雖然是半信半疑，但仍慎重其事地派人前往中國偵查鄭成功軍隊的動向。據學者研究，鄭成功與郭懷一事件的關聯性不大，鄭成功當時正忙於與清軍的戰事，無暇顧及臺灣。